# D.D.'s Hitman
D.D.'s Hitman, född 1 april 2011 i USA, är en amerikansk varmblodig travhäst. Han inledde karriären som unghäst i Nordamerika men flyttades 2016 till Sverige för att tränas av Petri Puro. Han kördes då oftast av Ulf Ohlsson eller Peter Ingves. 2017 flyttades han till Finland, och sattes i träning hos Reima Kuisla, men gjorde endast tre starter i dennes regi. 2018 tränades han en kort tid av Pirjo Vauhkonen, och sedan augusti 2018 tränas han av Ossi Nurmonen.
D.D.'s Hitman har till maj 2019 sprungit in 3,2 miljoner kronor på 60 starter varav 11 segrar, 5 andraplatser och 8 tredjeplatser. Bland hans främsta meriter räknas segern i Finlandialoppet (2017) och tredjeplatsen i Sundsvall Open Trot (2016).
Han deltog i Elitloppet 2017 på Solvalla, där han tog sig till final efter en tredjeplats (efter Bold Eagle och Resolve) i sitt försökslopp. I finalen slutade han oplacerad.